# أفرو 521
أفرو 521 (بالإنجليزية: Avro 521)‏ هي طائرة مقاتلة أنتجت في بريطانيا. من صناعة أفرو. كان أول طيران لها في 1915. صنع منها طائرة واحدة.